# Prorektor
Prorektor – pracownik uczelni pełniący funkcje administracyjno-reprezentacyjne jako zastępca rektora uczelni. 
Duże uczelnie mają kilku prorektorów, np.:
- ds. nauki
- ds. studenckich
- ds. finansów i rozwoju
- ds. kontaktów międzynarodowych
- ds. klinicznych (uczelnie medyczne)
- inne.

## Kadencja
Rektor lub kandydat na rektora wysuwa kandydatury na prorektorów, którzy są wybierani przez społeczność uczelni lub (częściej) przez kolegium elektorów. Wybierani są równocześnie z rektorem lub trochę później. Rozpoczynają i kończą kadencję w tych samych dniach.

## Ubiór odświętny
Na oficjalnych uroczystościach noszą czerwone lub purpurowe togi, zbliżone wyglądem do rektorskich. Różnica najczęściej polega na mniejszej ilości ozdób i braku futra z gronostajów. Ozdobą jest często naszyjnik z symbolami akademii. Wyjątkiem od tej reguły jest Politechnika Gdańska: odświętne stroje prorektorów niczym lub prawie niczym nie różnią się od ubrania rektora. 
Tóg nie noszą np. prorektorzy uczelni wojskowych. Jedynie mundur odpowiedni do stopnia oficerskiego oraz naszyjnik z symbolami akademii.